# Cap Otto Schmidt
El Cap Otto Schmidt o Otto Xmidt (en rus: Мыс Отто Шми́дта, Mis Otto Xmidta; en txukxi: Ир-Каппея,Il-Kappeia; també anomenat simplement Cap Schmidt o Cap Xmidt) és un cap ubicat a la costa septentrional de les terres de Txukotka, a l'est de la península de Txukotka. Està banyat pel mar dels Txuktxis, a la mar de la Sibèria Oriental, a prop de l'estret de Long i situat entre els caps Billings a l'oest i el cap Vankarem a l'est.
Administrativament forma part del raion Iultinski del districte autònom de Txukotka de Rússia.

## Geografia
El cap és un penyal rocós situat a la punta d'un istme. El cap Iakan es troba a l'oest i el cap Vankarem a l'est del cap Schmidt.
Al sud-est del cap s'hi troba ubicat l'assentament urbà Mis Xmidta, la localitat txuktxi rural de Rirkaipiii i, des del 2014, també una base militar utilitzada per la flota naval russa del pacífic.

## Història
El cap va ser mecionat per primera vegada a l'agost de 1778 per l'explorador anglès James Cook, el qual el va batejar com a Cap del Nord, ja que era el punt més al nord al qual va arribar. Per altra banda, localment el cap era conegut amb el nom Ir-Kappeya (que traduït literalment del txukti significa "congestió de morsa"), denominació registrada el 1823 per l'explorador rus Ferdinand Petròvitx Wrangel. El 1934, el cap va ser rebatejat en honor a l'explorador polar soviètic Otto Schmidt.

## Arqueologia
A la riba del cap Schmidt s'hi va descobrir un jaciment neolític d'antics caçadors marins. Al peu occidental del penya-segat de Kozhevnikov, a la part superior del qual s'hi trobava una antiga fortalesa txuktxi, s'hi han conservat restes d'antics refugis.

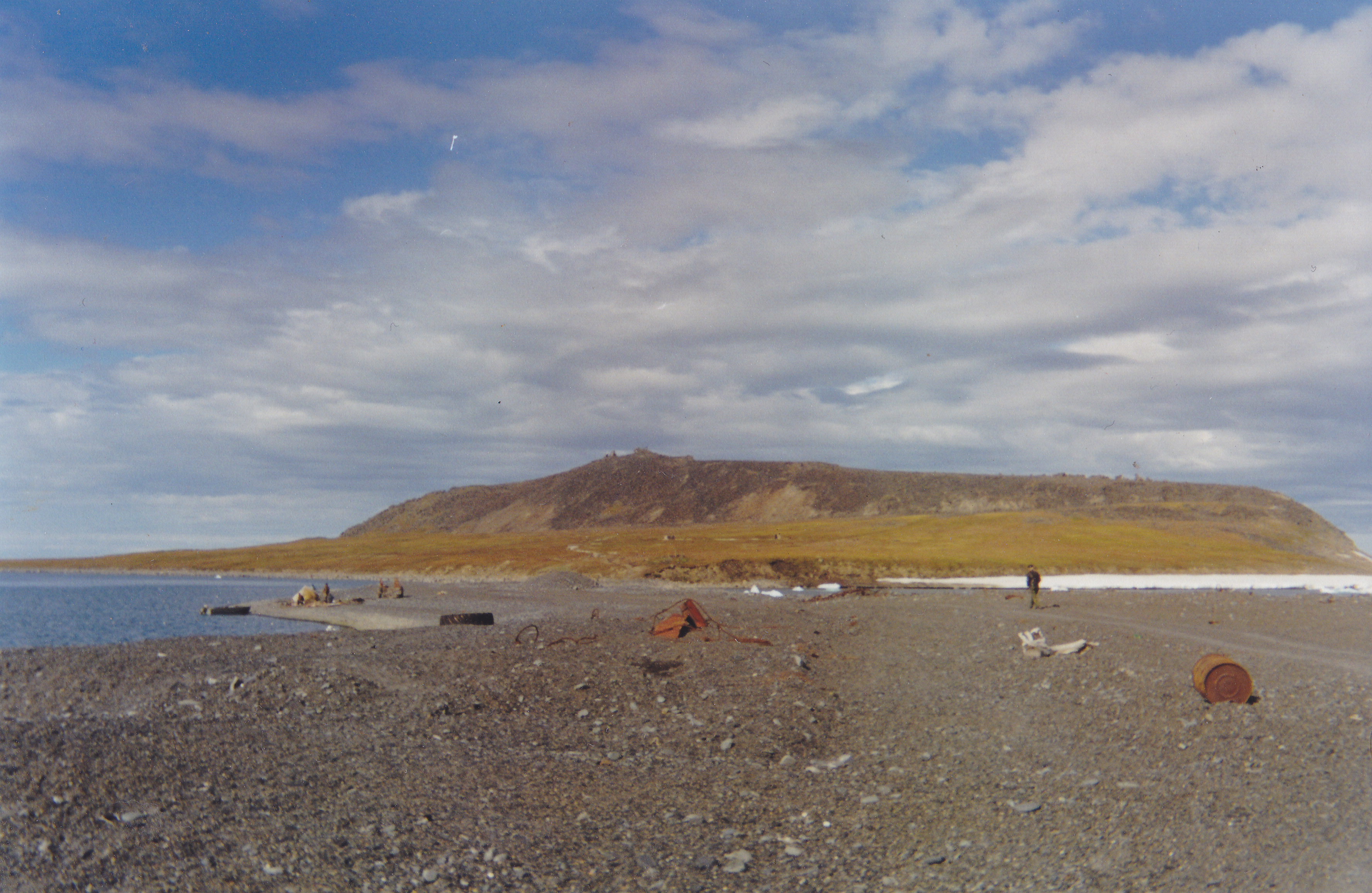
El penya-segat de Kozhevnikov.

## Protecció de la natura
El cap Schmidt forma part de l'àrea natural protegida i d'importància regional "Cap Kozhevnikov", creada el 2010. L'objectiu del projecte és protegir una de les colonies mundialment més grans de morses així com l'hàbitat dels óssos polars.